# Sveučilišna bolnica u Blatu
Sveučilišna bolnica u Blatu bolnički je kompleks u izgradnji. Smješten je na jugozapadnom rubu Zagreba, u gradskom naselju Blato u blizini rijeke Save, Arene Zagreb i autoceste A1 (Jadranska avenija).
Bolnica je trebala biti najmoderniji objekt te vrste u Hrvatskoj. Njezina izgradnja počela je 1982. Pratile su je stalne komplikacije, pogotovo u financiranju. Jugoslavija je upala u sve dublju inflaciju, zbog čega su porasle cijene gradnje i produljili su se rokovi. Godine 1985. trebalo je biti završeno 20 % gradnje, međutim, to nije postignuto do isteka roka. 
Izvorni datum otvorenja pomaknut je s rujna 1987. na 1990. Međutim, izgradnja ni tada nije završena; do 1992., kada su građevinski radovi zaustavljeni, dovršeno je 45 % cijelog kompleksa. Godine 1992. građevinski radovi obustavljeni su i nikada nisu nastavljeni. Financiranje izgradnje bolnice osigurala je Republika Hrvatska, a nakon proglašenja neovisnosti i izbijanja Domovinskoga rata 1991. više nije imala novca za dovršetak projekta.
Kompleks se raspada i trenutačno služi raznim svrhama. Završene zgrade služe kao skladišta privatnim tvrtkama ili raznim kulturnim institucijama.

## Nacionalna dječja bolnica
U travnju 2024. u Ministarstvu zdravstva predstavljen je projekt za Nacionalnu dječju bolnicu, u koju bi se Sveučilišna bolnica trebala prenamijeniti i obnoviti, što je omogućeno potpisivanjem sporazuma kojim je Grad Zagreb zemljište i objekt bolnice predao u vlasništvo države. Projekt za Dječju bolnicu izradila je arhitektonska tvrtka UPI2M, a izgradit će ga konzorcij hrvatskih tvrtki Kamgrad, ING-GRAD, Radnik i ZDL Arhitekti, koji je na natječaju predao ponudu vrijednu 237,5 milijuna eura. Jedina druga ponuda na natječaju bila je turskoga konzorcija triju tvrtki, čija je ponuda iznosila 210,88 milijuna eura, no dobila manje bodova na ocjenjivanju. Očekuje se da će izgradnja bolnice početi 2026. i da će do 2029. biti dovršena prva faza, nakon čega će postati upotrebljiva.